# Dijon Métropole Handball
El Dijon Métropole Handball es un equipo de balonmano de la localidad francesa de Dijon. Actualmente milita en la Pro D2. Debutó en la temporada 2009/2010 en la máxima categoría del balonmano francés.

## Palmarés
- Championnat de France: 1
  - Temporadas : 1973